# Carinina chupensis
Carinina chupensis är en djurart som tillhör fylumet slemmaskar, och som beskrevs av Korotkevich 1982. Carinina chupensis ingår i släktet Carinina och familjen Tubulanidae. Inga underarter finns listade i Catalogue of Life.